# Pomaderris cocoparrana
Pomaderris cocoparrana är en brakvedsväxtart som beskrevs av Neville Grant Walsh. Pomaderris cocoparrana ingår i släktet Pomaderris och familjen brakvedsväxter. Inga underarter finns listade i Catalogue of Life.